# Hesselberg

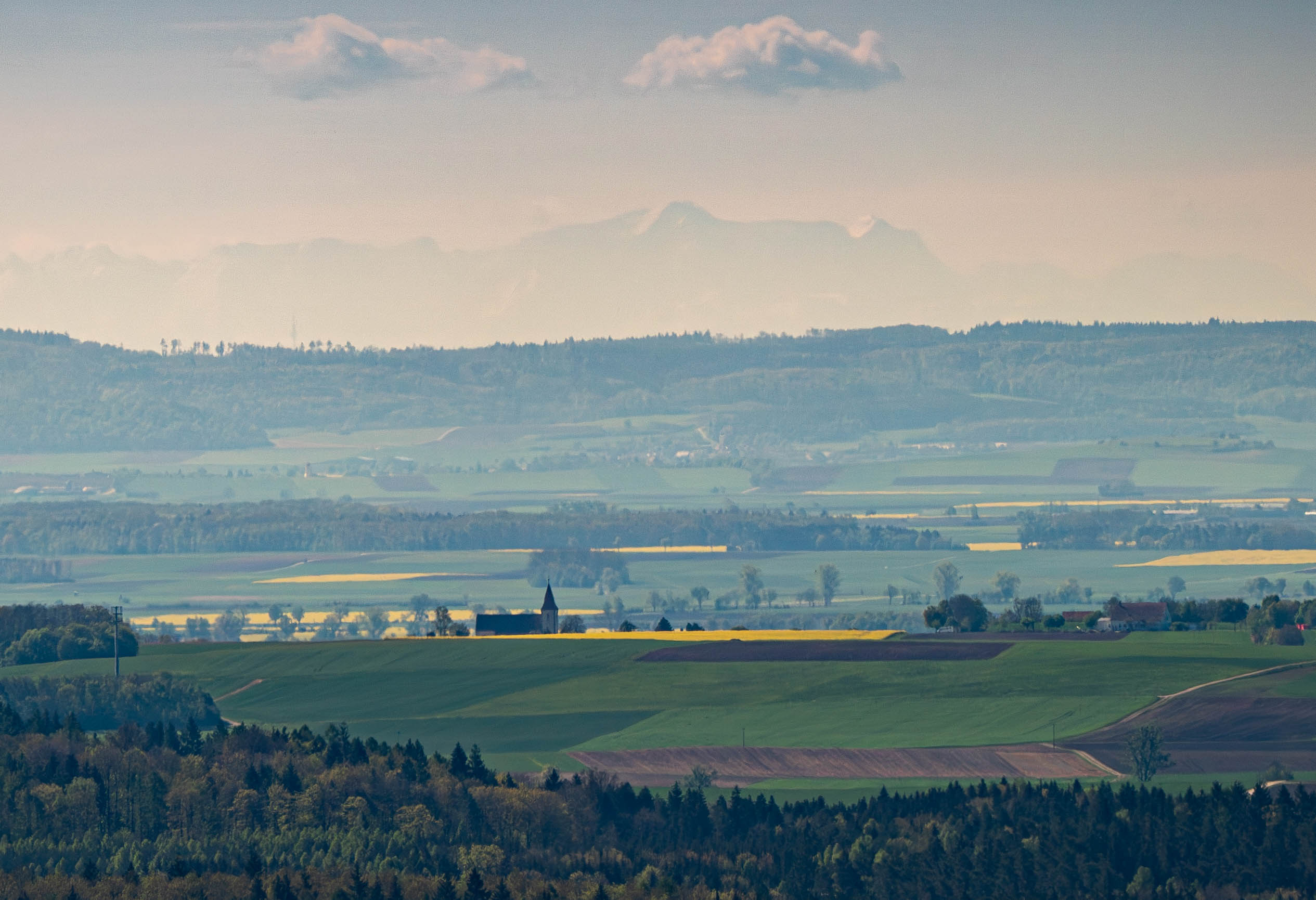
Blick vom Hesselberg auf das Zugspitzmassiv

Der Hesselberg ([ˈhɛsl̩ˌbɛʁk] ) ist mit 689,4 m ü. NHN die höchste Erhebung Mittelfrankens. Er liegt 4 km nordwestlich von Wassertrüdingen und 60 km südwestlich von Nürnberg.
Der Berg, der gelegentlich (fälschlich) als „höchster Berg der Frankenalb“ bezeichnet wird, liegt nördlich des Franken- und Schwabenalb trennenden Kraters des Nördlinger Ries im Vorland der Südlichen Frankenalb, Fränkisches Keuper-Lias-Land, innerhalb derer er eine inselartige Singularität darstellt.
Die erste überlieferte Bezeichnung war Öselberg; ihre Bedeutung war vermutlich öder Berg. Aus diesem Namen entwickelte sich später Eselberg und schließlich die heutige Bezeichnung Hesselberg. Der Berg gibt als alter Zeugenberg einen aufschlussreichen Einblick in die Erdgeschichte der Jurazeit. Er ist zudem Zeuge einer wechselvollen Geschichte. Viele Begebenheiten wurden von Generation zu Generation überliefert und haben sich in sagenhaften Legenden mit den Tatsachen vermischt. Heute ist der Hesselberg vor allem ein Ausflugsziel, das bei sehr klarem Wetter einen Blick auf die über 150 km entfernten Alpen bietet.

## Lage, Form und Ausdehnung
Der Hesselberg liegt zwischen den jeweils nur gut 1 km entfernten Dörfern Röckingen (Südosten), Gerolfingen (Süden), Wittelshofen (Südwesten), Ehingen (Norden) nebst Ortsteil Lentersheim (Nordosten), die alle zur Verwaltungsgemeinschaft Hesselberg im Landkreis Ansbach gehören. Über den Westteil des Kammes mit seinen höchsten Gipfel verläuft die Gemeindegrenze zwischen Ehingen und Gerolfingen, über den Ostkamm die zwischen Ehingen und Röckingen.
Der Berg hat eine Länge von etwa 6 km in ungefährer West-Ost-Ausrichtung und ist durchschnittlich 1–2 km breit. Mit Ausnahme der Südseite sind die Hänge größtenteils mit Nadel- oder Mischwald bedeckt. Im oberen Bereich und vor allem am Osthang des Röckinger Berges befinden sich auch größere Flächen mit Laubwald. Die markante Südseite ist im oberen Teil weitgehend waldfrei. Im Süd- und Nordosthang befinden sich großflächige Magerrasen mit ihren typischen Wacholderbüschen. In seiner Längsachse lässt sich der Hesselberg in fünf Zonen einteilen (siehe Panoramabild):

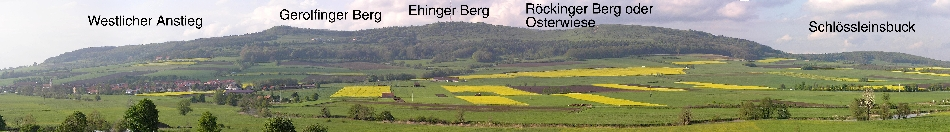
Hesselberg-Panorama von Süden

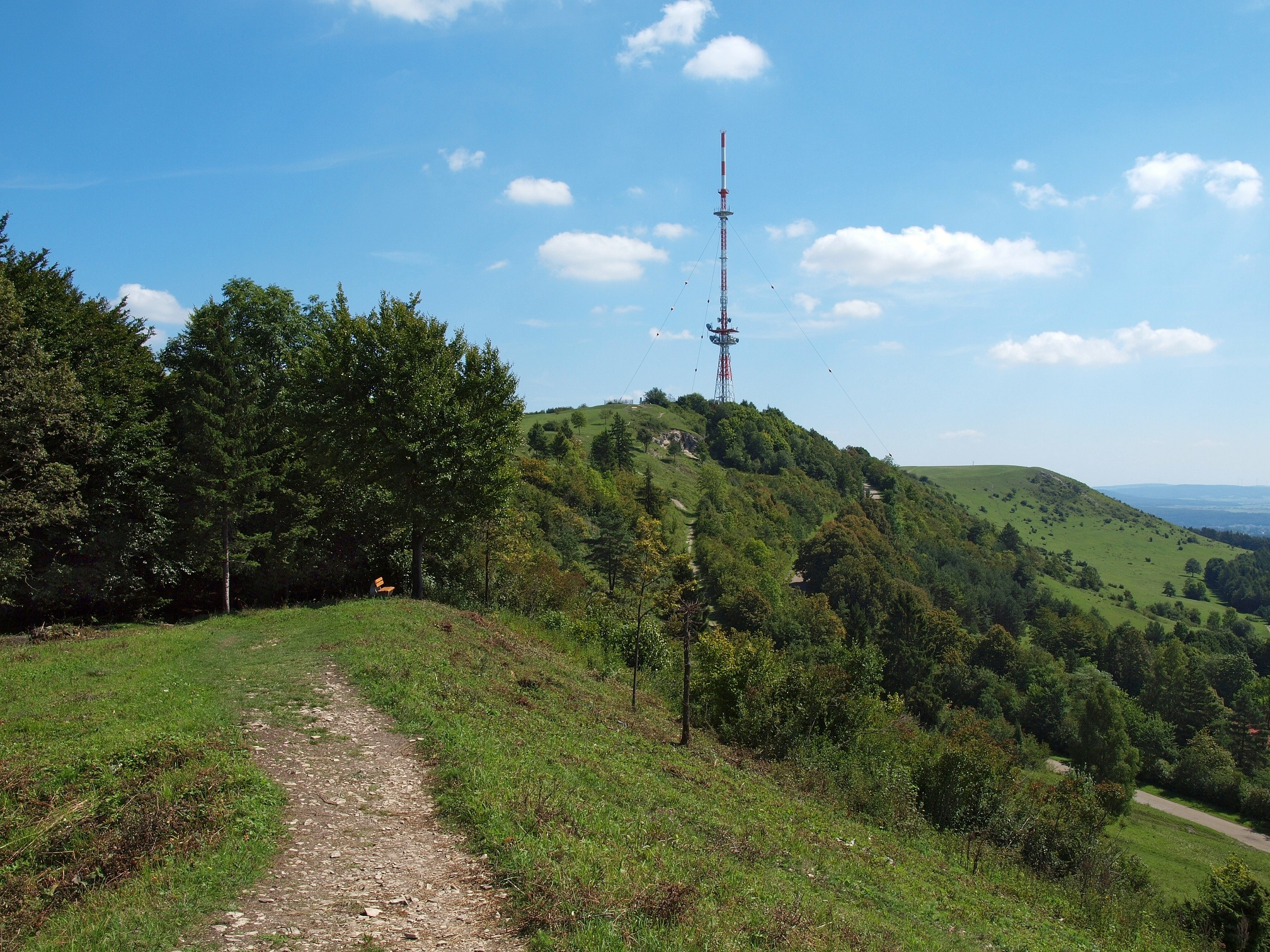
Blick vom Gerolfinger Berg nach Osten

- Im westlichen Anstiegsbereich überwiegt Nadelwald. Hier beginnt der geologische Lehr- und Wanderpfad.
- Die westliche Hochfläche, auch Gerolfinger Berg genannt, mit ihren dolinenartigen Vertiefungen, ihren vielen Hecken und Sträuchern und einigen Aussichtspunkten hat ein besonders ursprüngliches Aussehen. Die Vertiefungen sind nicht natürlich entstanden, sondern die Folge von ehemaligen Abgrabungen. Das hier gewonnene Material wurde zum Wegebau und zum Kalkbrennen verwendet.
- Der Mittelteil, auch Ehinger Berg genannt, mit dem Hauptgipfel und dem Fernsehturm ist seit 1994 wieder größtenteils zugänglich; zuvor war hier ein militärisch abgesperrter Bereich der US-amerikanischen Streitkräfte.
- Touristisch am bedeutendsten ist die als Osterwiese oder Röckinger Berg bezeichnete, waldfreie, östliche Hochfläche. Dieser Abschnitt dient als Startplatz für Modellflugzeuge und Drachenflieger und als Aussichtsplattform zum Wandern und Flanieren. An besonders klaren Tagen können sogar die Alpen mit der Zugspitze erkannt werden.
- Der sagenumwobene, östlichste Ausläufer des Hesselbergs ist stark bewaldet und trägt die Bezeichnung Schlössleinsbuck. Diese kleine Bergkuppe wird auch als der „Kleine Hesselberg“ bezeichnet. Der Röckinger Berg und der Schlössleinsbuck werden durch das Druidental getrennt.

## Geotope
Der Hesselberg ist vom Bayerischen Landesamt für Umwelt (LfU) im Rahmen einer Feierstunde am 24. September 2005 durch Regierungsdirektor Georg Schlapp als eines von Bayerns schönste Geotopen ausgezeichnet worden.
Es befinden sich zusätzlich zwei Einzelgeotope auf dem Hesselberg. Der ehemalige Steinbruch auf dem Hesselberg (Geotop-Nummer: 571A001) und der Doggeraufschluss am Hesselberg (Geotop-Nummer: 571A018) sind als geowissenschaftlich wertvolle Geotope ausgewiesen.

## Entstehungsgeschichte und geologischer Aufbau

### Die Entstehung in der Jurazeit

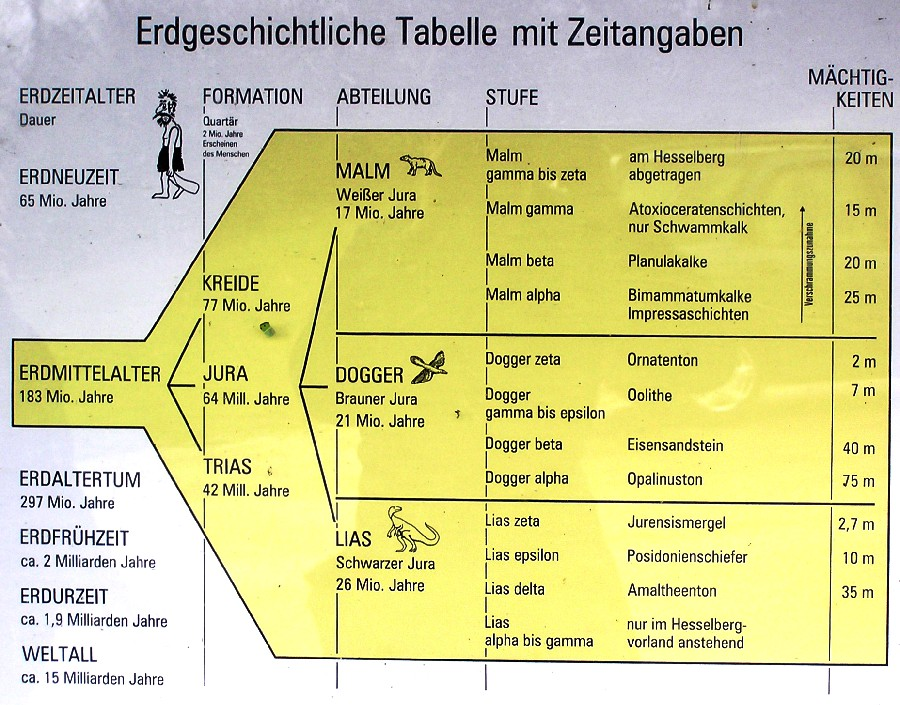
Erdgeschichtliche Tabelle mit Zeitangaben (Ausschnitt einer Informationstafel am Geologischen Lehrpfad)

Vor 200 Millionen Jahren erstreckte sich das Jurameer vom Nordseebecken bis weit in den Süden und bedeckte das alte Keuperland. Die Hesselbergregion befand sich zu dieser Zeit am Rande dieses Meeres. Zahlreiche Zuflüsse brachten vom östlich gelegenen Festland riesige Geröllmassen heran und formten am Meeresboden eine an Tieren und Pflanzen reiche vielschichtige Landschaft. Nacheinander lagerten sich im Laufe von über 40 Millionen Jahren die verschiedenen Schichten des Juragesteins ab: unten die des Schwarzen Jura (Lias), darüber die des Braunen Jura (Dogger) und als oberer Abschluss die des Weißen Jura (oberer Jura oder Malm). Jede dieser Schichtstufen kennzeichnet durch das typische Gestein und die darin enthaltenen, ebenso artspezifischen Fossilien ihre eigene Zeitepoche. Da manche Fossilien nur in bestimmten Gesteinsschichten vorkommen, spricht man von Leitfossilien. Im Juragestein sind die Leitfossilien fast ausschließlich Ammoniten. Im Laufe der Erdgeschichte verlandete das Jurameer vollständig. In weiteren Jahrmillionen wurden durch Erosion ganze Gesteinsschichten abgetragen. Die schützende Mulde des Schwarzjuras, in der sich der Hesselberg befindet, ist der Grund, weshalb der Hesselberg durch Wind und Wasser nicht so stark angegriffen werden konnte wie die Ebene zwischen dem Berg und dem Hahnenkamm. Das harte Gestein konnte widerstehen und ließ den Hesselberg als markanten Zeugenberg übrig, der heute wie eine Insel aus der Landschaft ragt. Diese Art der Entstehung eines Berges wird in der Geologie als Reliefumkehr bezeichnet.

### Die Gesteinsschichten des Berges
Die Informationstafeln des Geologischen Lehrpfades erklären dem Wanderer die Entstehungsgeschichte auf eine sehr anschauliche Art. Die drei Hauptstufen des Jura (Lias, Dogger, Malm) werden in der Geologie jeweils in sechs Unterstufen eingeteilt und mit den griechischen Buchstaben alpha bis zeta bezeichnet (Quenstedtsche Gliederung). Die in den Schichtstufen vorhandenen Gesteine werden diesen Bezeichnungen zugeordnet.

#### Die Schichten des Schwarzen Jura (Lias)

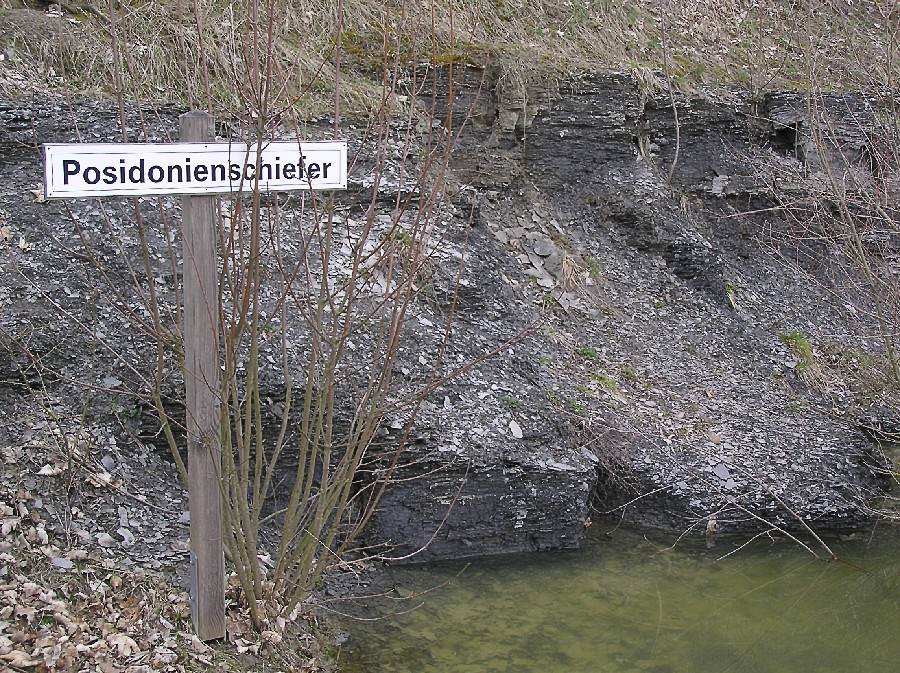
Die Posidonienschiefergrube ist ein geologisches Naturdenkmal

Die dunklen Farben aus Tonen und Mergeln geben dem Schwarzen Jura seinen Namen. Diese circa 50 m mächtige Schichtstufe bildet die fruchtbare hügelige Umgebung des Berges. Seine untersten Schichten (Lias alpha bis gamma) befinden sich unter der Erdoberfläche. Der „Amaltheenton“ (heute Amaltheenton-Formation, Lias delta) bildet mit einer Mächtigkeit von 35 m die höchste Unterstufe des Lias. Eine Besonderheit ist die 10 m mächtige Posidonienschiefer-Formation (Lias epsilon). In ihm befinden sich auch Fossilien von größeren Tieren, so wurden zum Beispiel Fischsaurier in dieser Schicht gefunden. Die Posidonienschiefergrube am Beginn des Lehrpfads ist im weiten Umkreis einzigartig und als geologisches Naturdenkmal ausgewiesen. Das Suchen und Sammeln von Versteinerungen ist deshalb verboten. Über diese gut erkennbaren Schieferschichtungen schließt sich die etwa 2,7 m mächtige Jurensismergel-Formation (Lias zeta) an.

#### Die Schichten des Braunen Jura (Dogger)
Die tiefbraunen Verwitterungsfarben der höheren Schichten geben dem Braunen Jura seinen Namen. Ursache ist der höhere Eisengehalt. Insgesamt bildet die 135 m mächtige Schicht des Dogger den Hauptanstieg der Hesselberghänge. Die unterste Schicht ist der 75 m mächtige „Opalinuston“ (heute Opalinuston-Formation) (Dogger alpha). Die Unebenheiten der Wiesen sind die Folge von Hangabrutschungen; die Böden dieses Bereichs sind sehr rutschgefährdet. Über dem Opalinuston folgt die 40 m mächtige Schicht des „Eisensandstein“ beziehungsweise der Eisensandstein-Formation (Dogger beta). Diese Schicht ist wegen ihres steilen Anstiegs besonders markant. Da der Opalinuston wasserundurchlässig ist, hat sich am Übergang zum Eisensandstein ein Quellhorizont gebildet. Die Schichten des Dogger gamma (Wedelsandstein-Formation mit Sowerbyi-Bank an der Basis), des Dogger delta („Ostreenkalk“ beziehungsweise Ostreenkalk-Formation) (4 m) und des Dogger epsilon (Sengenthal-Formation) (2 m) sind reich an Versteinerungen. Den Abschluss des Doggers bildet der nur 2 m mächtige „Ornatenton“ (jetzt Ornatenton-Formation) (Dogger zeta). Diese geringmächtige Schicht bildet eine Terrasse um den Hesselberg. Auf ihrer Südseite wurden die Häuser der Volkshochschule erbaut.

#### Die Schichten des Weißen Jura (Malm)

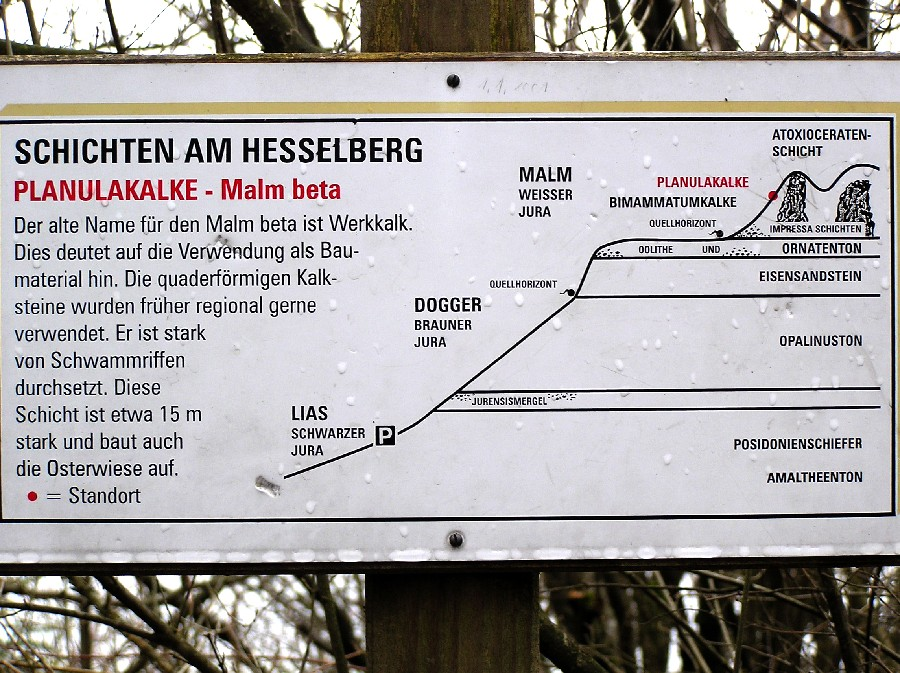
Informationstafel am Lehrpfad

Diese oberste Juraschicht ist nach ihrer hellen Farbe benannt. In der Fränkischen Alb können diese Schichten bis zu 400 m hoch werden. Am Hesselberg sind sie jedoch zum größten Teil bereits abgetragen, so dass nur noch 85 m erhalten sind. Die Malm-Gesteine sind zum Teil Meeressedimente, teils Riffe ehemaliger Meeresschwämme. Am Hauptgipfel ist das aus den Schwammriffen entstandene Felsgestein stark verbreitet. Der helle Kalkstein des Weißen Jura war schon immer ein beliebtes Baumaterial für den Hausbau (Branntkalk) und den Straßenbau (Schotter). Die im Bereich der westlichen Hochfläche entstandenen Vertiefungen sind die Folge von Materialabgrabungen. Die untersten Schichten bilden die als Malm alpha zusammengefassten, etwa 25 m hohen Impressaschichten (tiefer Malm alpha) und die Bimammatumkalke (hoher Malm alpha). Der alte Name der Planulakalke (Malm beta) ist Werkkalk, was wiederum auf die Verwendung als Baumaterial hinweist. Diese etwa 15 m hohe, stark von Schwammriffen durchsetzte Schicht baut die Hochfläche der Osterwiese auf. Der kleine Steinbruch unterhalb des Hauptgipfels besteht in seinem unteren Bereich aus Planulakalken und in seinem oberen Bereich zeigt er die Ataxioceratenschicht (Malm gamma). Der Hauptgipfel wird durch diese bis 20 m mächtige Schicht aufgebaut. Die obere Schicht des Malm gamma und die Schichten des Malm delta bis Malm zeta sind auf dem Hesselberg bereits abgetragen.

## Besiedlungsgeschichte und wichtige Ereignisse im Hesselbergraum
Auf einigen Parkplätzen im Bereich der Fremdenverkehrsregion Hesselberg stellten die zuständigen Gemeinden Schautafeln auf, die einen guten Einblick in die Besiedlungsgeschichte dieser Region vermitteln.

### Vor- und Frühgeschichte
Bereits in vorgeschichtlichen Zeiten suchten erste Siedler den Hesselberg als Flucht- und Wohnstätte auf. Archäologische Funde aus der Steinzeit (etwa 10.000 bis 2000 v. Chr.) wurden vor allem im Bereich der Osterwiese gemacht. In der Bronzezeit (ca. 2000 bis 1300 v. Chr.) setzte eine kontinuierliche Besiedlung des Bergs ein. In der Urnenfelderzeit (etwa 1200 bis 750 v. Chr.), wurde die Siedlung auf den Hochflächen mit Ringmauern, Gräben und Wallanlagen umgeben. Noch heute lassen die Reste der 5 km langen Randwälle um die Osterwiese, den Ehinger und den Gerolfinger Berg die einstige Bedeutung dieser Befestigungsanlage erahnen. Hinter dem schützenden Mauerwerk entwickelte sich ein bedeutendes politisches, wirtschaftliches und religiöses Stammeszentrum. Lange Zeit wurden diese Anlagen den Kelten zugeordnet. Aber nur ein Einzelfund (Waffenausstattung eines Kriegers) aus der Latènezeit (500 bis 15 v. Chr.) weist auf einen kurzen Besuch durch die Kelten hin. In den unruhigen Zeiten der Völkerwanderung und bis ins Mittelalter nutzten die Menschen die alten Wallanlagen des Hesselbergs als Zufluchtsort und zur Verteidigung. Im Stadtmuseum in Oettingen und im Museum für Vor- und Frühgeschichte in Gunzenhausen sind zahlreiche Exponate in Form von Werkzeugen und Waffen zu besichtigen.

### Die Römer

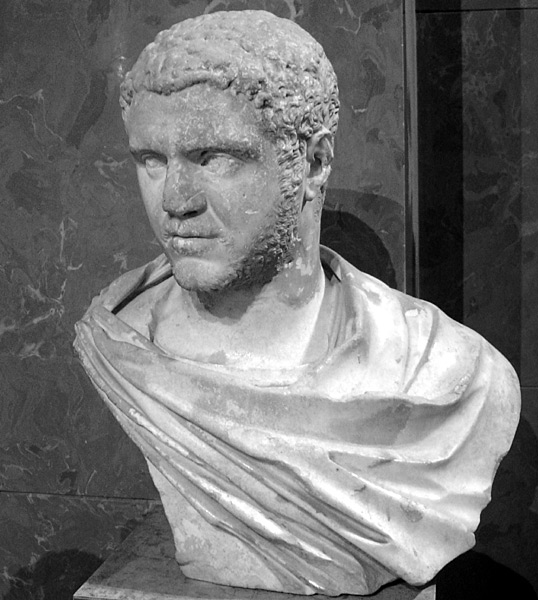
Büste des Kaisers Caracalla (Louvre)

Unter den Kaisern Domitian (81–96 n. Chr.) und Hadrian (117–138) verlegten die Römer die Grenze ihrer Provinz Rätien weiter nach Norden. Den Grenzwall Limes bauten sie zum Schutz vor den Germanen weiter aus und bestückten ihn mit zahlreichen Wehr- und Wachtürmen. In unmittelbarer Nähe des Hesselberges wurden große Kastelle errichtet. Unter Kaiser Caracalla (um 213 n. Chr.) erfolgte der letzte und stärkste Ausbau des rätischen Limes. Der Grenzwall überquerte im Westen des Berges die Flüsse Wörnitz und Sulzach in nordsüdlicher Richtung. Einige Kilometer nördlich von Wittelshofen machte er einen Knick nach Osten. Durch diesen Knick wurde der strategisch wichtige Hesselberg in das Römische Reich einbezogen. Bei Aufkirchen, Ruffenhofen, Dambach und Unterschwaningen befanden sich Kastelle (Siehe dazu Kastell Unterschwaningen). Das Kastell Ruffenhofen war das größte im Hesselbergraum. Auf dem Berg selbst konnten die Archäologen keine römischen Bauten nachweisen. Reste des Limes sind als Steinrücken noch versteckt in Wäldern zu finden. Die meisten zivilen und militärischen Mauerreste sind heute im Boden der Wiesen und Felder verborgen. Über dem Kastell Ruffenhofen wurde ein Römerpark angelegt. Im Heimatmuseum in Weiltingen sind einige römische Fundstücke zu sehen.

### Die Alamannen und Franken
Um 260 n. Chr. brachen alamannisch-elbgermanische Verbände in die Region ein und zerstörten die Wehrbauten des Limes, Kastelle und Wohnsiedlungen. Die Römer mussten den Grenzverlauf ihres Reiches wieder an die Donau zurückverlegen. Die Alamannen gründeten die ersten Gehöftgruppen und bewirtschafteten das Land als Bauern und Viehzüchter. Die ausgeprägte Langstreifengewannflur ist neben den Ortsnamen mit der Endung -ingen ein sicherer Hinweis auf eine alamannische Gründung. Die Dörfer Röckingen, Ehingen, Gerolfingen, Weiltingen und Irsingen haben ihren Ursprung in dieser Zeit. Gegen Ende des 5. Jahrhunderts kamen aus dem unteren Maintal die Franken und leiteten die zweite Siedlungsbewegung ein. Unter dem Merowingerkönig Chlodwig I. besiegten sie 496 bis 506 die Schwaben/Alamannen, welche ihre vormals bis ins Neuwieder Becken reichenden nördlichen Territorien verloren und hinter die Linie Oos–Hornisgrinde–Asperg–Hesselberg zurückgedrängt wurden; bis heute entspricht diese Linie fast exakt der Dialektgrenze zwischen Ostfränkisch und Schwäbisch/Alemannisch. Obwohl die Franken teils mit großer Gewalt gegen die Alamannen vorgingen, entwickelten sich im Hesselbergraum auch Mischsiedlungen (zum Beispiel Ehingen und Röckingen), in denen allerdings immer ein Franke Dorfvorsteher war. Die Franken gründeten unter anderem die Dörfer Lentersheim, Obermögersheim, Geilsheim, Frankenhofen und Königshofen. Die fränkischen Bauern führten die Dreifelderwirtschaft mit dem Flurzwang ein, die bis zur neuzeitlichen Flurbereinigung praktiziert wurde. Im 7. Jahrhundert setzte unter dem Merowingerkönig Dagobert I. von Augsburg aus die Christianisierung ein. Angelsächsische Missionare gründeten im 8. Jahrhundert unter den fränkischen Karolingern das Hahnenkammkloster Heidenheim.

### Das Mittelalter

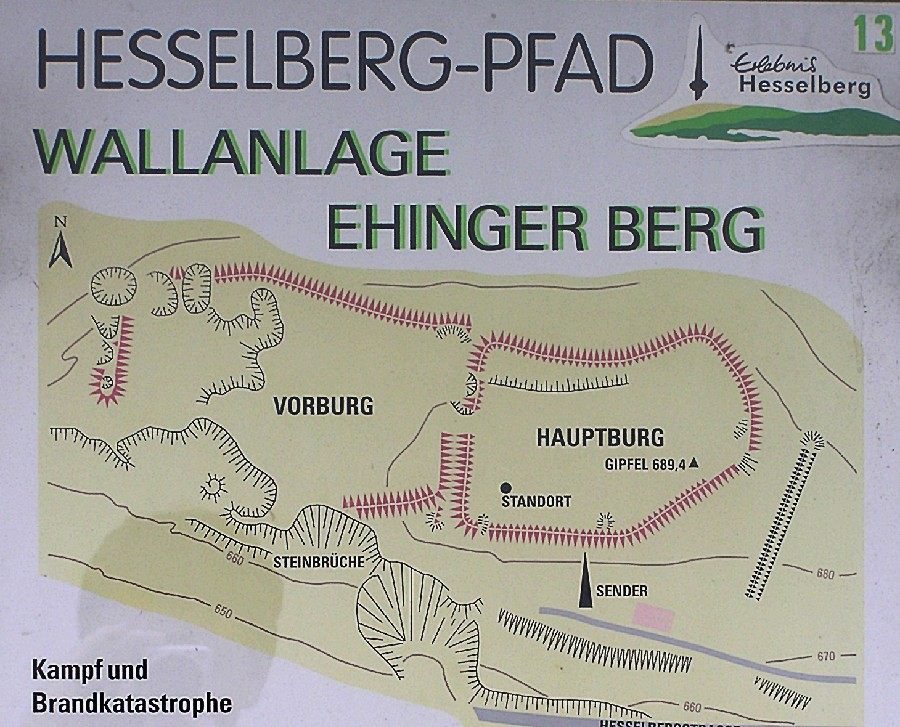
Informationstafel am Hesselberg-Pfad

Im frühen Mittelalter gehörte die Hesselberggegend zu den Forstbereichen der Könige. Spärliche Reste von mittelalterlichen Burganlagen findet man auf dem Ehinger Berg und dem Schlössleinsbuck. Die Anlage auf dem Ehinger Berg geht auf die karolingisch-ottonische Zeit zurück (8.–9. Jahrhundert). Gräberfunde weisen auf ein gewaltsames Ende im 10. Jahrhundert durch ungarische Soldaten hin. Dabei brannten die Ungarn die gesamte Burg ab. Die Anlage auf dem Schlössleinsbuck wurde im 9. Jahrhundert ursprünglich als Fliehburg errichtet. Die Herren von Lentersheim bauten sie im 11. oder 12. Jahrhundert zu einer wehrhaften Ritterburg aus. Im Familienstammbuch der Herren von Lentersheim ist über den Untergang der Burg Folgendes nachzulesen: Als Conrad von Lentersheim 1246 von den Feldzügen Kaiser Friedrichs II. aus Norditalien zurückkehrte, war seine Burg völlig zerstört. Daraufhin hat er begonnen, in Neuenmuhr eine völlig neue Burg zu bauen. Tatsächlich zogen 1239 auch Soldaten aus dem Hesselbergraum an der Seite des hier erwähnten Stauferkaisers Friedrich II. in den Kampf gegen Papst Gregor IX. nach Italien. Die Herren von Lentersheim lebten bis zu ihrem Aussterben zu Beginn des 19. Jahrhunderts in ihren Schlössern in Alten- und Neuenmuhr, dem heutigen Muhr am See.
Danach endete die direkte Besiedlung des Hesselbergs. Der im Mittelalter befestigte Ort Aufkirchen hatte eine Stadtmauer und vier Stadttore. Aufkirchen besaß damals Stadtrecht.

### Die Burggrafen- und Markgrafenzeit
Der Ursprung der Burggrafenzeit geht im mittelfränkischen Raum auf das Hochmittelalter zurück, als der staufische Kaiser Heinrich VI. den aus dem Schwäbischen stammenden Zollern Friedrich III. im Jahre 1192 mit dem vererbbaren Reichslehen des Nürnberger Burggrafenamtes belehnte. Dieser begründete als Burggraf Friedrich I. von Nürnberg die fränkische Linie des Hauses Hohenzollern. Durch die spätere Heirats- und Tauschpolitik gewannen die fränkischen Zollern im Hesselbergraum immer mehr Besitzungen und Einflüsse.
1331 verlegten die Burggrafen ihren Sitz nach Ansbach. 1363 wurden sie in den Reichsfürstenstand erhoben und 1417 mit der Markgrafschaft Brandenburg belehnt. Am 6. Mai 1525 brach auch im südlichen Franken der Bauernkrieg aus. Als führender Kopf der lokalen Erhebung rief der Schmalzmüller (die Schmalzmühle liegt zwischen Röckingen und Reichenbach am Fuß des Hesselbergs) Thomas Wiedemann die hiesigen Bauern zum Aufstand gegen die Obrigkeit auf. Der Schmalzmüller war zu dieser Zeit Freibauer, verlor aber all seine Rechte nach der Niederlage der Bauern. An diesem Tag trafen sich die aufständischen Bauern auf dem Gipfel des Hesselberges. Von dort zogen sie nach Wassertrüdingen und nahmen den markgräflichen Vogt der Stadt gefangen. Danach plünderten sie das Kloster Auhausen. Auf dem Weg nach Heidenheim wurden sie von markgräflichen Soldaten aus Gunzenhausen gefangen genommen oder getötet.
Im Dreißigjährigen Krieg (1618–1648) wurden weite Bereiche des heutigen Mittelfranken größtenteils verwüstet und entvölkert. Erst Ende des 17. Jahrhunderts verbesserte sich unter den Markgrafen die wirtschaftliche und finanzielle Situation. Sie bürgerten österreichische und französische Glaubensflüchtlinge ein und unterstützten jüdische Händler bei der Existenzgründung, sodass sich auch in den Dörfern rund um den Hesselberg viele Juden niederließen. Die aufwändige Hofhaltung der Markgrafschaft Brandenburg-Ansbach und ständige Streitereien mit der Reichsstadt Nürnberg führten zur hohen Verschuldung des Fürstentums (bei der Amtsübernahme des letzten Markgrafen betrugen die Schulden fünf Millionen Gulden; bei seiner Abdankung 30 Jahre später lag der Schuldenstand nur noch bei 1,5 Millionen Gulden). Zudem betrieben die Markgrafen eine merkantilistische Wirtschaftspolitik und bauten das landwirtschaftliche Bildungswesen aus. Der letzte Markgraf Alexander trat sein Fürstentum 1791 gegen eine jährliche Leibrente an das Königreich Preußen ab.

### Das 19. Jahrhundert

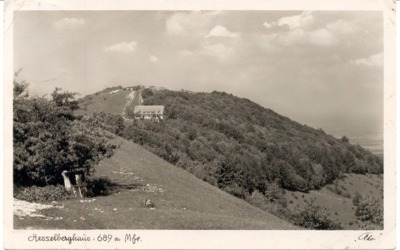
Der Hesselberg um 1930 – Blick von der Osterwiese nach Westen zum Hesselberghaus

Ein in der Geschichte des Berges wichtiges Datum war der 10. Juni 1803, als der preußische König Friedrich Wilhelm III. im Rahmen eines Besuchs seiner fränkischen Ländereien den Hesselberg erstieg. Der König stiftete zum Andenken die Hesselbergmesse. 1806 kam die Hesselbergregion im Zuge eines Ländertausches zwischen den Königreichen Bayern und Preußen an Bayern: Bayern erwarb das preußische Fürstentum Ansbach mit dem Hesselberg – Preußen wurde im Gegenzug mit dem bis dato wittelsbachischen Herzogtum Berg (Hauptstadt Düsseldorf) am Niederrhein entschädigt (bayerisch-preußischer Vertrag von Paris, 15. Februar 1806). 1808 begründete die erste Gemeindeordnung die gemeindliche Selbstverwaltung. Das zweite bayerische Gemeindeedikt von 1818 erweiterte die kommunale Selbstverwaltung. Viele kleine Dörfer bekamen dadurch ihre eigene Verwaltung und den Status einer Gemeinde im Rechtssinne als juristische Personen.

### Segelflug am Hesselberg
Im August 1926 war der Nordbayerische Luftfahrtverband Nürnberg erstmals am Hesselberg. Sein Geschäftsführer Liebermann bemerkte darüber: Nürnberg hat jetzt seine eigene Wasserkuppe entdeckt. Am 15. August gings mit einem Hängegleiter, Segelmodellen nebst Startdrachen, Radio und Klampfen hinaus. Infolge Windstille wurden nur kleine Flüge erzielt. Durch seine Höhe von 250 Meter und exponierte Lage zeigte sich der Hesselberg als ideales Gleit- und Segelfluggelände, sowohl für den Schulungs- als auch für den Leistungssegelflug. 1928 wurde auf halber Höhe am Südhang eine Flugzeughalle errichtet und 1929 der 1. Bayerische Segelflugwettbewerb am Hesselberg veranstaltet, an dem fünf Vereine – aus Augsburg, Schwabach, Erlangen und zwei aus Nürnberg – teilnahmen. Die beste Zeit mit ca. 4:26 Minuten flog der Augsburger Franz Medicus. Der Erfolg dieser Veranstaltung rief den Bayreuther Verein Flughafen und Luftverkehr Bayreuth e. V. auf den Plan, ebenfalls einen Bayerischen Segelflugwettbewerb anzukündigen und auszurichten. So fand der 2. Bayerische Segelflugwettbewerb sowohl am Hesselberg als auch am Bindlacher Berg in Bayreuth statt. Der dritte wieder allein am Hesselberg, der vierte in Bayreuth und alle weiteren bis zum 8. Wettbewerb 1939 am Hesselberg. Der große Zuspruch, den der Hesselberg unter den bayerischen Segelfliegern fand, zeigte sich 1933, als 250 Piloten mit über 40 Maschinen zum Wettbewerb angemeldet waren.

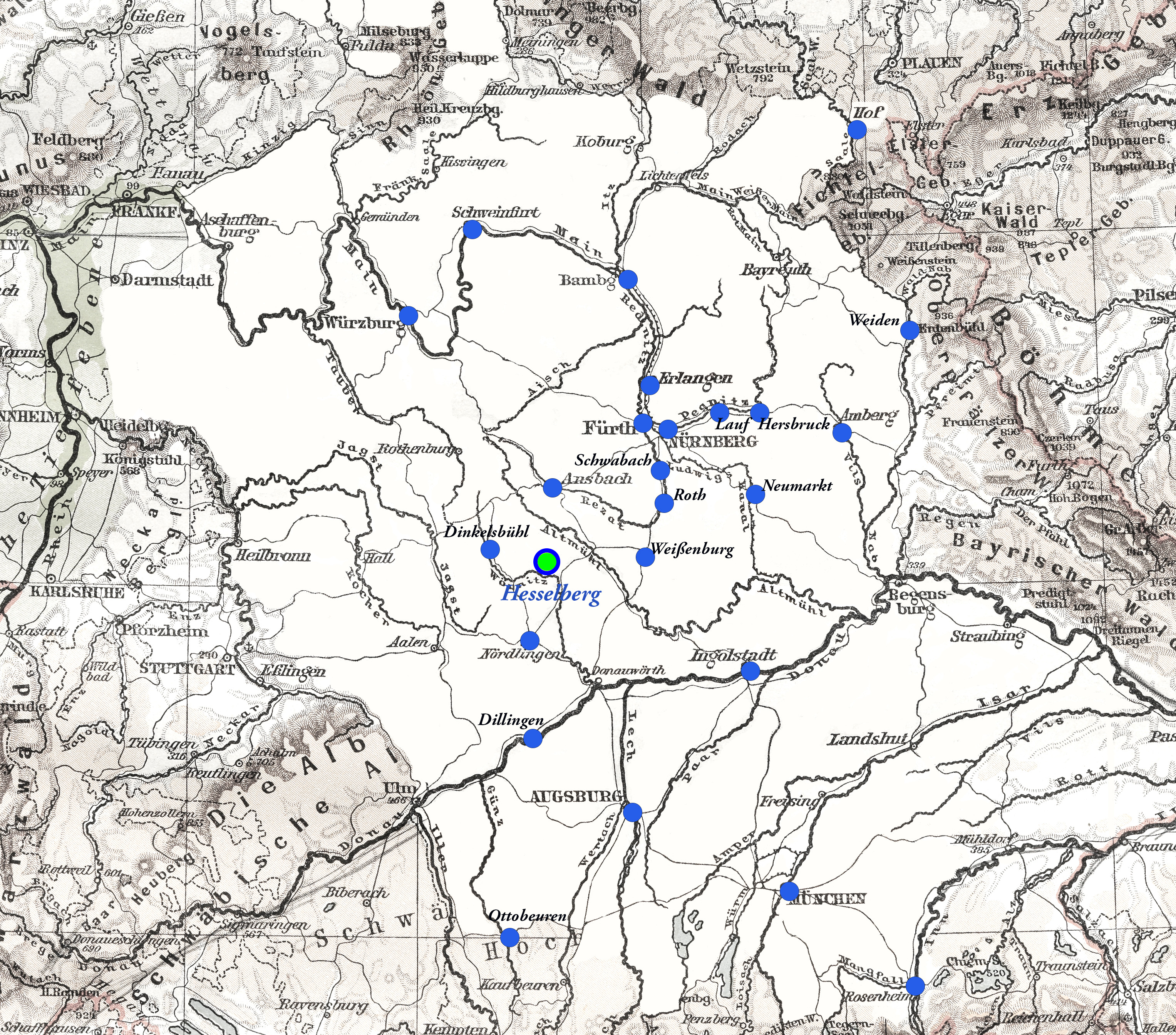
Vereine und Gruppen, die an den Segelflugwettbewerben am Hesselberg teilgenommen haben. 1929–1939

Der Plan des Bayerischen Luftvereins und seiner Nachfolgerin, der Landesgruppe Bayern des Deutschen Luftsportvereins, eine Segelflugschule am Hesselberg einzurichten wurde 1934 in Angriff genommen. Erster Schulleiter und Fluglehrer wurde der 24-jährige Eugen Wagner aus Gunzenhausen. Wagner wollte eine betriebswirtschaftlich organisierte offene internationale Segelflugschule, in der die Schüler vor allem Leistungssegelflug lernen sollten. Damit stand er aber in Widerspruch zu den Zielen der neuen Machthaber, für die die Schule ausschließlich zur Auswahl geeigneter Schüler für die weitere Ausbildung für die Luftwaffe diente. Kurz vor der offiziellen Eröffnung der Schule im April 1936 wurde Wagner zu einem Wehrsport-Lehrgang eingezogen, so dass er an der Eröffnung nicht teilnehmen konnte. Offiziell hieß es: Leiter der Schule war Eugen Wagner, der ebenfalls seit 1932 am Hesselberg flog, und nach seiner Versetzung Medicus und mit Eröffnung der neuen Schule Arndt. Franz Medicus war bis zu seiner Einberufung zur Luftwaffe 1939 Leiter der Segelflugschule am Hesselberg. Mit Beginn des Zweiten Weltkriegs wurde die Segelflugschule zur Segelflugübungsstelle heruntergestuft; die Leitung in diesen Jahren lag bei Karl Stiegler aus Gunzenhausen. Aufgabe der Segelflugübungsstelle war die Auslese des Flugzeugführernachwuchses aus der Flieger-Hitlerjugend. Für die in den 1920er Jahren übliche Startart mit Gummiseil war der Hesselberg ein erstklassiges Fluggelände. Mit den ersten Planungen der Segelflugschule hatte Wagner nach einem geeigneten Motorlandeplatz unterhalb des Berges gesucht und in Weiltingen gefunden. Hier wurde mit Motorwinde und Schleppflugzeug gestartet. Beim letzten Segelflugwettbewerb 1939 fand nur noch ein Gummiseilstart am Hang statt. Nachdem der Gummiseilstart nur noch historische Bedeutung hat, findet der heutige Hesselberg-Segelflug beim Luftsportverein Irsingen/Hesselberg e. V. statt. In den 1950er Jahren wurde das Schulgebäude, das nun im Besitz des Freistaat Bayern war, der Evangelischen Kirche übereignet. Das Hauptgebäude der Segelflugschule ist bis heute erhalten.

### Die Frankentage Julius Streichers
In der NS-Zeit machte der fränkische Gauleiter Julius Streicher den Hesselberg zum politischen Versammlungsort der Nationalsozialisten. Aus Parteikundgebungen, bei denen 1930 auch Adolf Hitler anwesend war, entwickelten sich nach der Machtübernahme der NSDAP im Jahre 1933 die jährlich bis 1939 abgehaltenen Frankentage. Diese waren neben den Nürnberger Reichsparteitagen die größten NS-Kundgebungen in Franken. Bis zu 100.000 Besucher hörten auf der Osterwiese die antisemitischen Reden Streichers. Zweimal besuchte Hermann Göring die Frankentage als Redner.
Die Frankentage dienten der allgemeinen Mobilisierung für die Ziele des Nationalsozialismus sowie der Befriedigung persönlichen Machtstrebens des „Frankenführers“ Julius Streicher aus Nürnberg. Die Frankentage hatten pseudoreligiösen, neuheidnischen Charakter und der Hesselberg wurde „Heiliger Berg der Franken“ genannt. Die besondere Mischung aus Volksfest, politischer Indoktrination und religiösem Erleben machten die Frankentage auf dem Hesselberg nach 1933 zu einem zentralen Datum im Feierkalender der Nationalsozialisten. Eine Veranstaltung dieser Art, in der sich der Gauleiter als Führergestalt bejubeln ließ und die gleichzeitig ein rassisch motiviertes Überlegenheitsgefühl der Gaubevölkerung befeuerte, war im Deutschen Reich eine einmalige Angelegenheit.

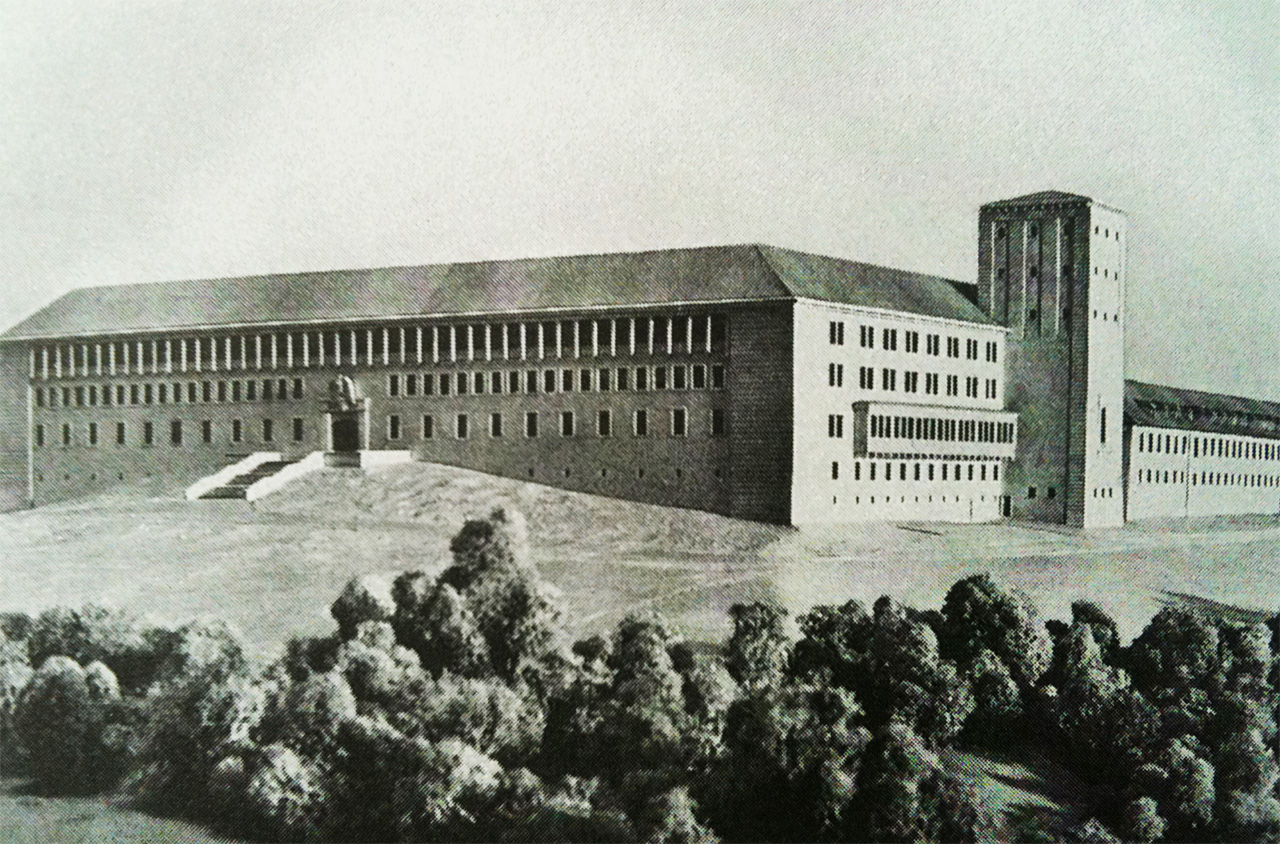
Modell der Adolf-Hitler-Schule auf dem Hesselberg

Zeugnisse aus dieser Zeit sind auf dem Hesselberg heute nicht mehr zu finden. Die hochfliegenden Pläne der NS-Parteiführung wurden nie verwirklicht, der Bau der Adolf-Hitler-Schule ebenso wenig wie die Errichtung eines Julius-Streicher-Mausoleums. Vor Ausbruch des Zweiten Weltkriegs konnten die Nationalsozialisten nur ein Verwaltungsgebäude mit Garage fertigstellen. Diese Garage wurde später von den auf dem Berg untergebrachten Flüchtlingen als Kapelle genutzt.
Während der Reichspogromnacht 1938 wurden auch in den Städten und Dörfern um den Hesselberg Synagogen zerstört. In den folgenden Jahren wurde die jüdische Bevölkerung, die bereits im 14. Jahrhundert urkundlich erwähnt wurde und deren Angehörige teilweise als Geschäftsleute und Gelehrte zu hohen Ehren im Hesselbergraum gelangt waren, in Konzentrationslager deportiert und dort ermordet.

### Nach 1945
Seit 1951 ist der Hesselberg in kirchlichen Händen. Es ist das Gründungsjahr der Evangelischen Landvolkshochschule und das Jahr der ersten Veranstaltung des Bayerischen Evangelischen Kirchentags. Zwischen 1945 und 1992 diente der Bereich um den Hauptgipfel den amerikanischen Streitkräften als Radarstation. 1972 wurde im Rahmen der Kreisreform der Landkreis Dinkelsbühl, zu dem auch die Hesselberggemeinden gehörten, aufgelöst und in den Landkreis Ansbach integriert. In der späteren Gemeindereform wurden viele ehemals selbstständige kleine Gemeinden zu den heutigen Gemeinden oder Verwaltungsgemeinschaften zusammengefasst.

## Die Hesselbergregion heute

### Einrichtungen und Veranstaltungen auf dem Hesselberg

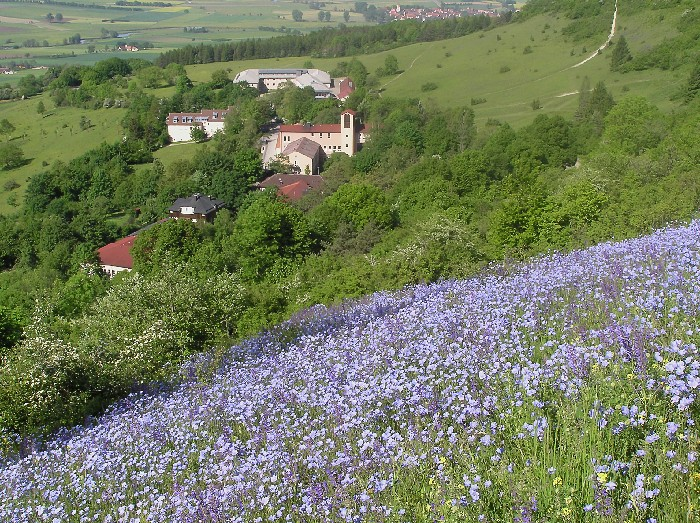
Blick über blühenden Flachs auf das Evangelische Bildungszentrum

Die Evangelisch-Lutherische Volkshochschule Hesselberg wurde als erste Volkshochschule in Bayern am 14. Mai 1951 gegründet. Ihre zentrale Aufgabe ist die Erwachsenenbildung für die ländliche Diakonie (Familienpflegerin, Dorfhelferin, Betriebshelfer). Am 15. September 2005 erfolgte die Umbenennung in Evangelisches Bildungszentrum Hesselberg (EBZ Hesselberg). Der Hintergrund ist eine Erweiterung des Bildungsangebots mit den Schwerpunkten „Glauben, Ländlicher Raum und Persönlichkeitsentwicklung“, so Pfarrer Bernd Reuther, Vorsitzender des neuen Bildungszentrums. Weiterhin sollen vermehrt Gastgruppen mit eigenen Bildungsprogrammen angesprochen werden.
Das evangelisch-lutherische Dekanat Ansbach hat das alte Hesselberghaus in der Nähe des Gipfels zu einem beliebten Freizeitheim für die Jugend ausgebaut.
Wichtigstes Ereignis ist der weit über die regionalen Grenzen hinaus bekannte Bayerische Evangelische Kirchentag. Jedes Jahr an Pfingstmontag treffen sich Tausende von Christen zu diesem Fest auf dem Berg. Seit 1803 findet traditionell jeden ersten Sonntag im Juli die Hesselbergmesse auf der Osterwiese statt; damals besuchten der Preußenkönig Friedrich Wilhelm und seine Gemahlin Luise den Berg.

#### Sendestation auf dem Hesselberg

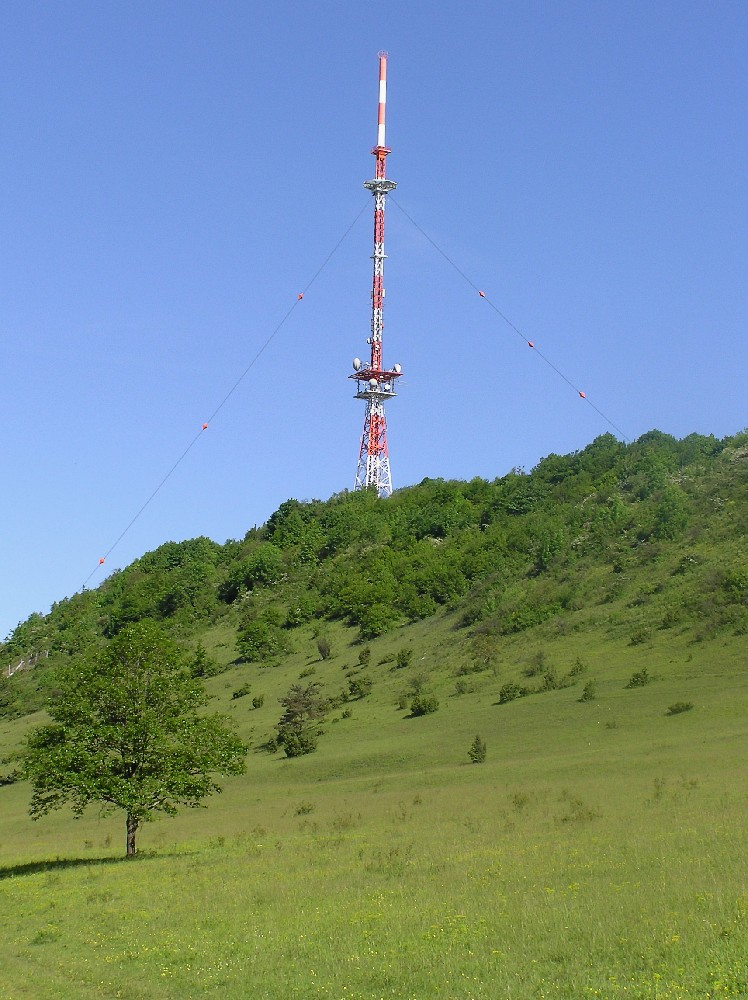
Blick zum Fernsehturm

Der weithin sichtbare 98 m hohe Fernsehturm ist ein Grundnetzsender für das bayerische DVB-T-Sendernetz. Das Sendegebiet umfasst die Region westliches Mittelfranken und nördliches Schwaben. Der bei 49° 4′ 6″ N, 10° 31′ 32″ O gelegene Sendeturm ist von ungewöhnlicher Bauweise: Er ist als Hybridturm ausgeführt und besteht aus einem freistehenden Stahlfachwerkturm als Unterbau und einem abgespannten Sendemast als Oberteil. Von ihm aus wird auch das Programm Radio 8 auf UKW ausgestrahlt.

### Die vier Gemeinden rund um den Berg

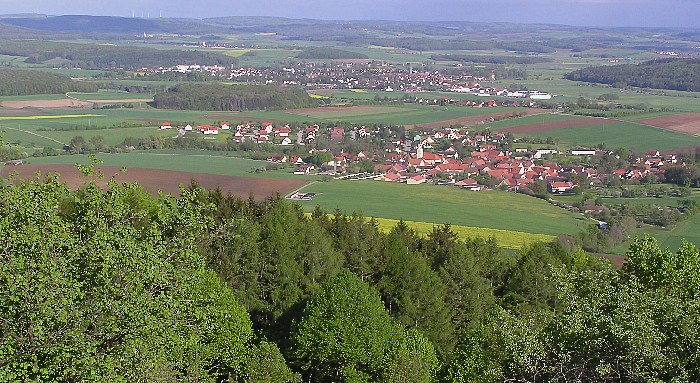
Aussicht auf Röckingen, dahinter die Stadt Wassertrüdingen

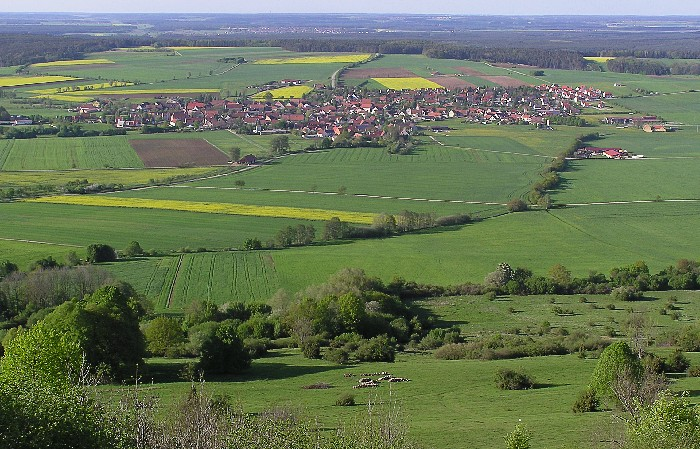
Aussicht auf Ehingen

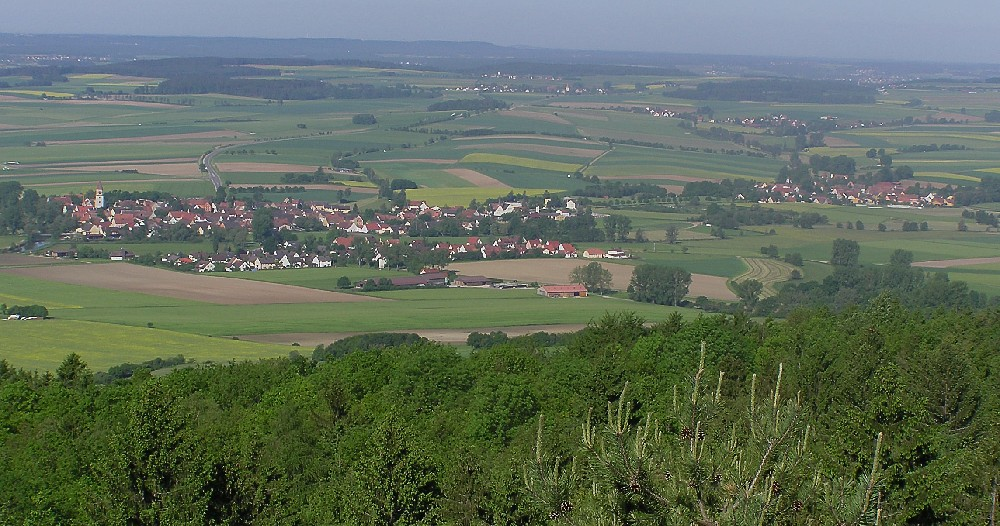
Aussicht auf Wittelshofen, am rechten Bildrand Unter- und Obermichelbach

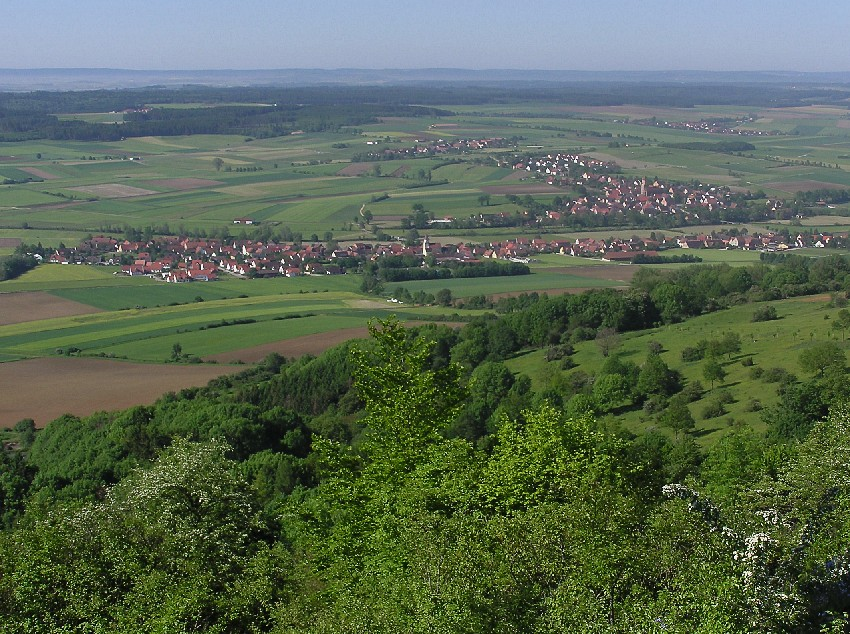
Aussicht auf Gerolfingen, dahinter Aufkirchen und Irsingen

Die Grenzen von vier Gemeinden verlaufen über den Hesselberg. Eine Besonderheit ist, dass die Hauptorte dieser Gemeinden direkt am Fuße des Berges liegen, während die übrigen Gemeindeteile fast sternförmig von diesen Zentren ausstrahlen.
Im Norden liegt die Gemeinde Ehingen (ca. 2100 Einwohner/4700 ha). Ein Wanderweg führt durch Obstwiesen und durch den bewaldeten Nordhang hinauf zum Gipfel. Informationstafeln informieren über die Imkerei.
Östlich des Berges ist die kleine Gemeinde Röckingen (ca. 800 Einwohner/1091 ha) zu finden. Der Wanderweg zur Osterwiese führt im letzten Teilbereich durch eine malerische, schattige Lindenallee. Am Südhang liegt Gerolfingen (ca. 1.100 Einwohner/1.300 ha) mit einer Fahrstraße zu den Parkplätzen auf dem Hesselberg. Von Gerolfingen führt ein Wanderweg durch alte Streuobstwiesen und eine schöne Kastanienallee, deren alter Teil im Herbst 2004 mit einer Neupflanzung von Kastanien ergänzt wurde, auf den Berg. Zu Gerolfingen gehört das Dorf Aufkirchen mit dem historischen Rathaus und der weithin sichtbaren St. Johanniskirche. Im Westen befindet sich Wittelshofen (ca. 1.300 Einwohner/2.422 ha), am Zusammenfluss von Wörnitz und Sulzach. Der Ort ist Ausgangspunkt des Geologischen Lehrpfads.
Zusammen mit der Gemeinde Unterschwaningen bilden diese vier Gemeinden die Verwaltungsgemeinschaft Hesselberg.

### Erholungsregion Hesselberg
Die Hesselberggemeinden Ehingen, Gerolfingen, Röckingen und Wittelshofen haben sich mit den Gemeinden Dürrwangen, Langfurth, Mönchsroth, Unterschwaningen, Wassertrüdingen, Weiltingen, und Wilburgstetten am 31. Januar 1973 zum Fremdenverkehrsverband Hesselberg e. V. zusammengeschlossen. Dürrwangen hat den Verband inzwischen wieder verlassen. Anlässlich des 30-jährigen Bestehens wurde der Fremdenverkehrsverband 2003 in Touristikverband Hesselberg e. V. umbenannt. Derzeitige Mitglieder sind die Gemeinden Ehingen, Gerolfingen, Röckingen, Weiltingen und Wittelshofen. Seinen Hauptsitz hat er in Gerolfingen-Aufkirchen. Die Bezeichnung Erholungsregion Hesselberg bezieht sich auf das Gebiet dieser Mitgliedsgemeinden. Die Deutsche Limesstraße führt von West nach Ost durch die Region.
Die Entwicklungsgesellschaft Region Hesselberg mbH (auch ERH abgekürzt) wurde am 5. Oktober 1999 gegründet. Sie ist ein Zusammenschluss von insgesamt 25 Gemeinden (von Auhausen im Süden bis Leutershausen im Norden), der weit über die regionalen Grenzen des Hesselbergraums hinausgeht (Stand: 11/2020). Die ERH setzt sich für die Stärkung der Region Hesselberg in unterschiedlichen Bereichen der ländlichen Entwicklung ein (z. B. Wirtschaft, Kultur, Tourismus) und greift hierfür auch auf Förderprogramme, etwa das EU-Förderprogramm LEADER oder das bayerische Förderprogramm Regionalmanagement, zu. Die Geschäftsstelle befindet sich im Schloss in Unterschwaningen.
Der große Bestand an Streuobstwiesen führte im Jahr 2004 zum Zusammenschluss von insgesamt 29 Kommunen rund um den Hesselberg zur Interessengemeinschaft Moststraße. Ziel war die bessere Vermarktung der aus dem Obst resultierenden Produkte.
Auf und um den Hesselberg verlaufen zahlreiche Wanderwege. Die beiden wichtigsten informieren den Wanderer mit Hilfe zahlreicher Thementafeln. Der 3 km lange geologische Lehrpfad führt vom Ausgangspunkt bei Wittelshofen auf den Gipfel des Berges. Er informiert über die erdgeschichtliche Entstehung des Berges und dessen geologischen Aufbau. Der Hesselberg-Pfad ist ein Rundweg auf den Hesselberghöhen und gibt Auskunft über allgemein Wissenswertes vom Hesselberg. Beide Wanderwege sind sehr gut miteinander kombinierbar. Die Osterwiese ist Treffpunkt von Modellfliegern. Dort befinden sich auch die Startplätze der Drachenflieger und Paraglider. Im nahen Irsingen ist der regionale Segelflugplatz. Das wettkampfmäßige Tontaubenschießen wurde wegen der Bleibelastung der Umwelt verboten. Der Touristikverband Hesselberg, der Bund Naturschutz in Bayern (Kreisgruppe Ansbach) und der Landesbund für Vogelschutz in Bayern (Kreisgruppe Ansbach) veranstalten geführte Exkursionen und Wanderungen. Am Fuße des Berges können Angler an Wörnitz und Sulzach ihr Hobby ausüben(jedoch nur, wenn sie einen Angelverein angehören; keine Tageskartenausgabe). Für den Wintersport hat der Deutsche Alpenverein (Sektion Hesselberg mit Sitz in Bechhofen) am Nordhang eine kleine Schutzhütte mit Liftbetrieb errichtet.
Am 16. April 1985 hat der Landkreis Ansbach zum Schutz des Hesselbergs eine entsprechende Landschaftsschutzgebietsverordnung erlassen.
Ausflugsziele
- Die alten Städte Nördlingen, Dinkelsbühl, Feuchtwangen, Rothenburg, Ansbach und Gunzenhausen
- Das Fränkische Seenland
- Der Hahnenkamm
- Der Naturpark Altmühltal
- Der Römerpark Ruffenhofen

### Landschaftspflege am Hesselberg
Zum Erhalt der offenen Halbtrocken- und Trockenrasenflächen ist die Beweidung der Wiesenflächen mit Schafen (Hutungsflächen) unerlässlich. Jedoch dringt an vielen Stellen des Berges trotz Hüteschafhaltung durch zwei Schafbetriebe die Verbuschung mit Schlehen (Schwarzdorn), Rosen, Wacholder und Esche stark voran. Daher werden wichtige Entbuschungs- und Pflegearbeiten im Rahmen alljährlich stattfindender Bürgeraktionen durchgeführt, in Form von vier Stunden gemeinsamer Arbeit.
Im Schnitt sind dabei in Ehingen jeweils 40 Personen ehrenamtlich aktiv. Dem Beispiel folgen seit 2001 auch die Hesselberggemeinden Röckingen und Gerolfingen.

## Flora und Fauna
Der Hesselberg hat durch seine vielschichtige Beschaffenheit in Bezug auf Gestein, Boden, Klima und Bewirtschaftung eine sehr vielseitige Vegetation mit teils eigenwilligen Pflanzengesellschaften hervorgebracht.

### Die Vegetation der Magerrasen

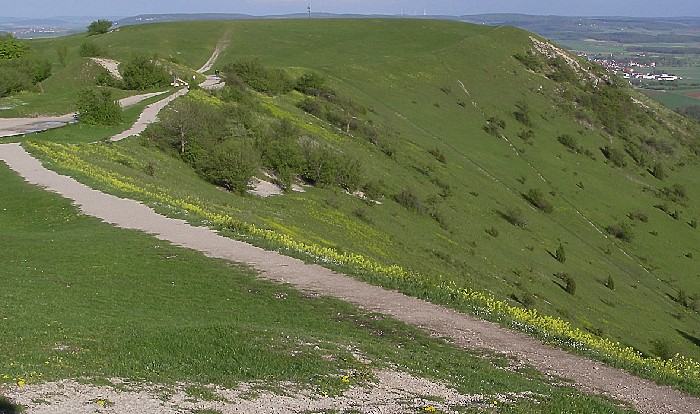
Die Hochfläche und der Südhang der Osterwiese ist ein typischer Magerrasen

Eine wichtige Aufgabe der Landschaftspflege ist die Erhaltung der trockenen, waldfreien Magerwiesen und Trockenrasenhänge. Botaniker bezeichnen diese Vegetationsart als Magerrasen. Der Boden ist hier mit schütterem dürrem Gras bedeckt. Typisch sind die unregelmäßig verstreuten Wacholderbüsche. Weit über 40 Arten von Blütenpflanzen wachsen auf diesem nährstoffarmen, ungedüngten Boden. Häufig sind verschiedene kleine Enziane zu finden: Deutscher Kranzenzian, Frühlings-Enzian und Gewöhnlicher Fransenenzian. Im Spätsommer zeigt sich die Silberdistel. Von April bis Juni fliegen die kleinen Aurorafalter über die sonnigen Hänge. Eine der wichtigsten Maßnahmen zur Erhaltung der Magerrasen ist die traditionelle Huteschäferei. Die Beweidung durch Schafe ist Grundvoraussetzung für die langfristige Erhaltung der Magerrasen. Würde die Beweidung teilweise oder ganz ausbleiben, würden zunächst vermehrt dornen- und nadelbewehrte Sträucher wachsen, da diese von den Schafen gemieden werden. Das ist auch der Grund, weshalb viele Wacholderbüsche vorhanden sind. Im Schutze der Dornensträucher und -hecken könnten sich auch andere Gehölze und die ersten Bäume entwickeln. Im Endstadium würde der Berg weitgehend mit Wald zuwachsen. Die gesunden Kräuter und Gräser des Magerrasens wirken sich wiederum vorteilhaft auf die Qualität des Schaffleisches aus. Die Gastronomie der Hesselbergregion bietet deshalb immer mehr Gerichte vom Hesselberglamm an.

### Wiesen, Hecken und Quellen

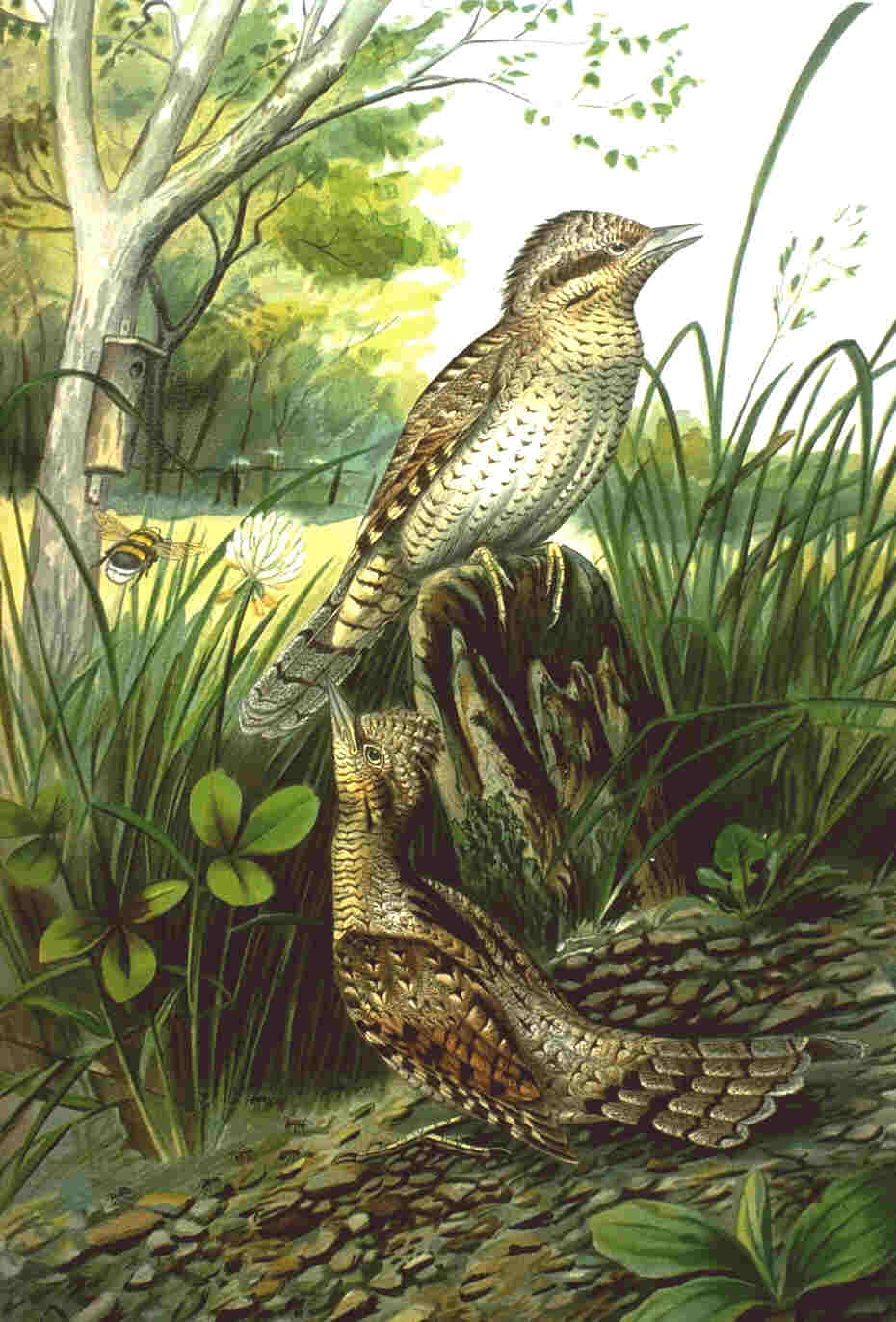
Wendehals

Geradezu das Gegenteil der nährstoffarmen Magerrasen bilden die fruchtbaren Wiesen und Felder der Schwarzjuraböden im Umland des Hesselbergs. Diese Region wird traditionell landwirtschaftlich genutzt. Auf den Äckern werden Weizen, Roggen, Hafer, Rüben und Futtermais angebaut. Auf den Höfen werden Schweine und Rinder gezüchtet und die Milchwirtschaft betrieben.
In den unteren und mittleren Bereichen der Hänge bieten alte ungedüngte Streuobstwiesen noch die bunte Farbenpracht der verschiedenen Wiesenblumen. Mit ihren hochstämmigen Obstgehölzen bieten sie zahlreichen Kleintieren, Vögeln und Pflanzen den optimalen Lebensraum. Der Wendehals ist ein typischer Bewohner von Streuobstwiesen, da er kahle Flächen ebenso meidet wie dichte Wälder. Genauso wertvoll für Kleintiere, Vögel und Pflanzen sind die vielen Hecken und Gebüsche, die überall um und auf dem Hesselberg anzutreffen sind. Hecken haben die höchste Vielfalt an Kleinstrukturen in unserer Kulturlandschaft. Zu den Gehölzen kommen im Idealfall noch eine artenreiche Krautschicht, ein sonniger Krautsaum, Totholz und eventuell Sonderbiotope, wie beispielsweise Steinhaufen.
Durch den Übergang von wasserdurchlässigen zu wasserundurchlässigen Gesteinsschichten haben sich auf dem Hesselberg Quellhorizonte gebildet, die den Reichtum an Quellen erklären. Es gibt dort einige Sturzquellen, meist jedoch Quellen in Form von flächigen Versumpfungen. Die spezielle Pflanzen- und Tierwelt der Quellen ist nicht ohne weiteres ersichtlich, da es sich meist um winzige Organismen im mikroskopischen Bereich handelt. Eine sehr selten gewordene Pflanze dieser Feuchtgebiete ist der Sonnentau.

### Die Vielfalt des Waldes

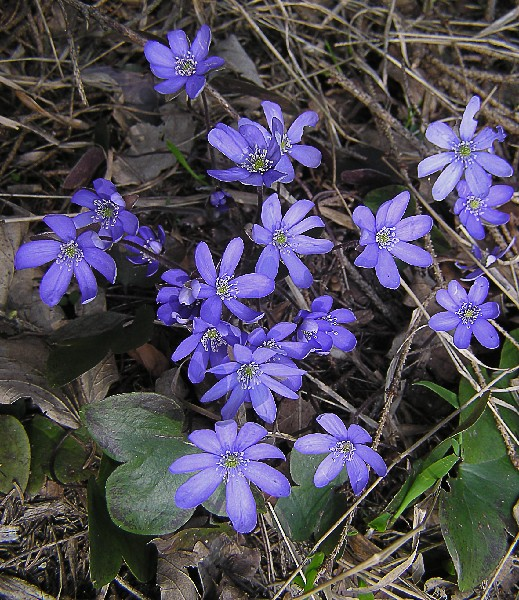
Das Leberblümchen ist ein Frühlingsbote

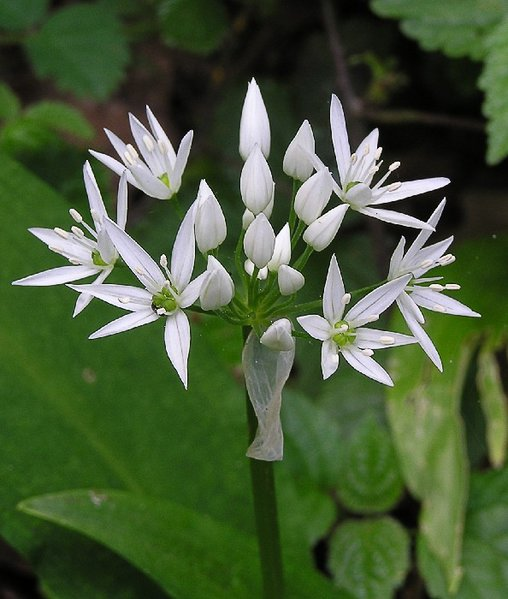
Die zierliche Blüte des Bärlauchs

Auf dem Hesselberg sind praktisch alle Waldformen (Hochwald, Mittelwald, Niederwald) und Waldarten (Nadelwald, Mischwald, Laubwald) zu finden. Das eigenartigste Waldbild besitzt der Niederwald in den oberen Regionen des Nordhangs. Nach einem Stockhieb kommt viel Licht auf den Waldboden, dann fühlen sich wärmeliebende Tiere, wie die Zauneidechse, hier besonders wohl. Später, wenn sich das Blätterdach wieder schließt, finden hier andere Spezialisten, wie zum Beispiel die Waldschnepfe, den geeigneten Lebensraum. An Wild sind in den Wäldern des Hesselbergs alle Arten vertreten, die für deutsche Wälder typisch sind (Feldhase, Reh, Fuchs, Eichhörnchen und andere). Das Trommeln der Spechte und der Ruf des Kuckucks gehören ebenso zur Waldatmosphäre wie der Gesang unzähliger Vögel. Verschiedene Hahnenfußgewächse wie Leberblümchen und Buschwindröschen sind Frühlingsboten der Hesselbergwälder. Im Mai verwandelt der Bärlauch die Böden der Laubwälder in einen grünweißen Blütenteppich. Nach seiner Blüte liegt der intensive knoblauchartige Geruch dieser Pflanze in der Luft. Wesentlich seltener geworden sind verschiedene Orchideenarten wie das Rote Waldvögelein. Knabenkräuter sind keine Seltenheit. Der zu den Liliengewächsen gehörende Türkenbund ist noch relativ häufig zu finden. Besonders interessant ist die Variationsvielfalt dieser sehr schutzbedürftigen Blume. Das Heidekraut und der Besenginster bevorzugen die Gesteinsschichten des Eisensandsteins in den unteren Bereichen der Hänge.

Variationen der Türkenbundlilie in den Laubwäldern des Hesselbergs
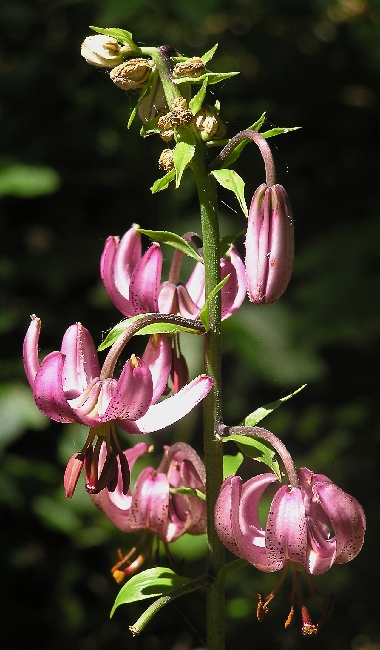
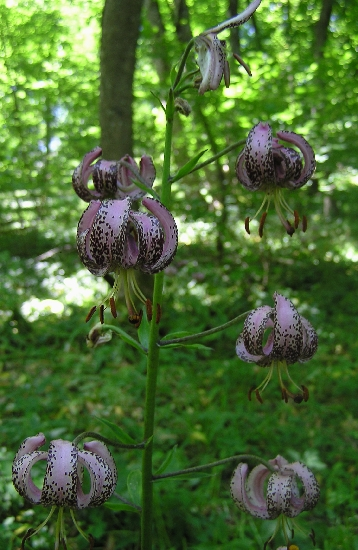
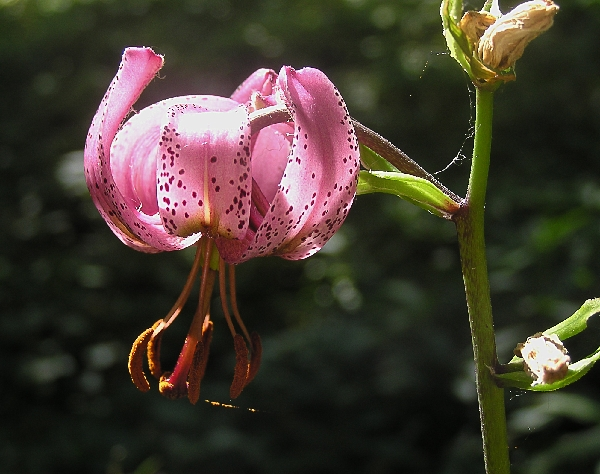
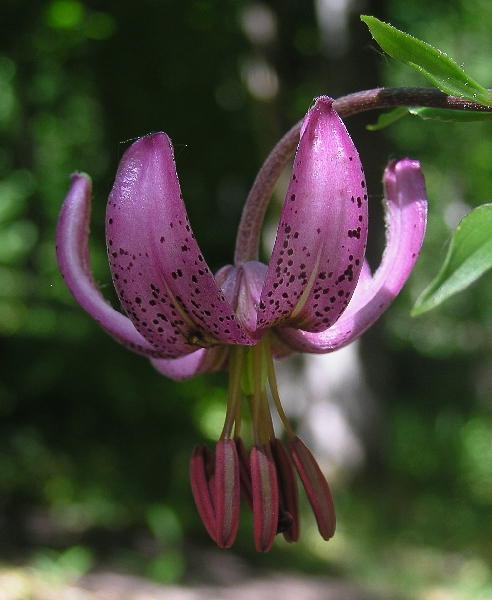
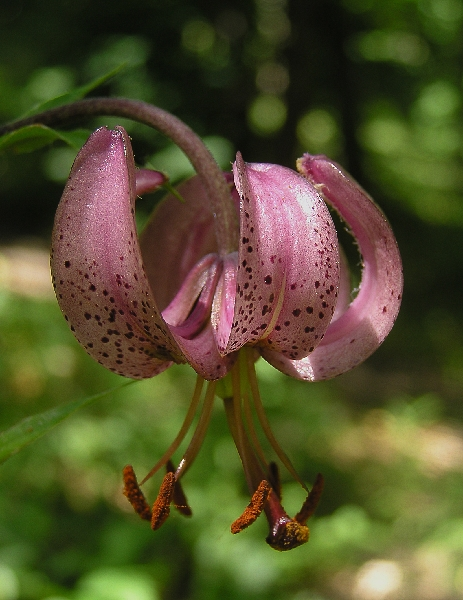
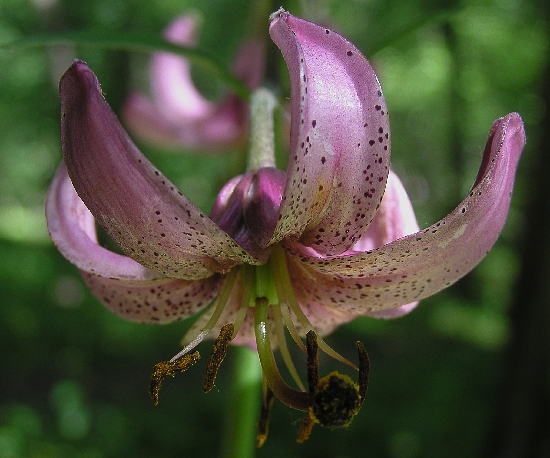
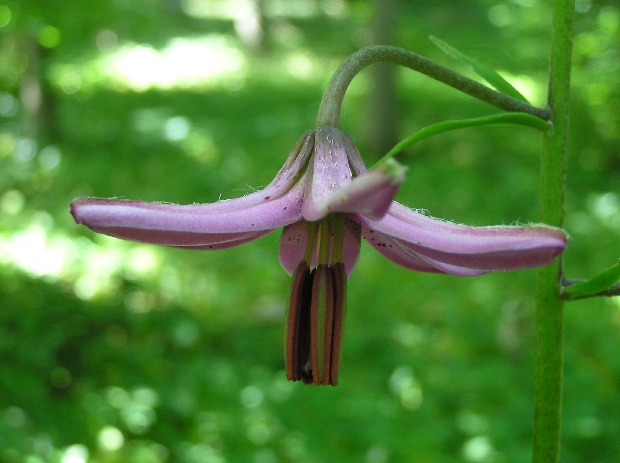

## Sportereignisse
- Der Hesselberg bildete 2008 den Schlussanstieg der zweiten Etappe des wichtigsten deutschen Radsport-Etappenrennens, der Deutschlandtour. Die Zielankunft lag unterhalb des Gipfels bei 595 m und zählte als Anstieg der 3. Kategorie.[17]
- Seit der Befahrung durch die Deutschlandtour fand einige Jahre lang die sogenannte Tour de Hesselberg statt, bei der auf verschiedenen Distanzen für Radsportler, Läufer und Skater die bis zu 450 Höhenmeter des Hesselberges zu überwinden waren. Zurzeit gibt es Überlegungen, eine solche Veranstaltung neu aufzulegen (Stand: 11/2020).[18]

## Der Hesselberg als Filmkulisse
Der Werner-Herzog-Film Jeder für sich und Gott gegen alle aus dem Jahr 1974 enthält zu Beginn eine Sequenz, in der Kaspar Hauser auf dem Rücken eines Mannes von seinem Verlies heraus in die Stadt getragen wird. Man sieht dort die Darsteller auf dem Gerolfinger Berg von Osten nach Westen gehen, mit der Kamerarichtung zunächst nach Süden über den Oettinger Forst. Danach laufen sie zur Steintreppe oberhalb der „Schwarzen Fichten“ und erleben dort den Sonnenuntergang.

## Sagen und Erzählungen
Es ist nicht verwunderlich, dass sich um einen so eigentümlichen Berg mit soviel Geschichte und Geschichten auch zahlreiche Sagen ranken. Parallelen zur realen Geschichte um Kriege und Burgen sind erkennbar. Aberglaube, Furcht und Fantasie trugen ohne Zweifel erheblich zur Entstehung dieser Sagen bei. Im Blitz und Donner schwerer Gewitter erkannten die Einwohner in den Mauerresten der Ruinen unheimliche Gestalten und Gespenster, die sie mit den früheren Burgbewohnern in Verbindung brachten. Die später zur weiteren Verwendung als Baumaterial abgetragenen Mauerreste der Ruinen verstärkten die Vorstellung, dass die Burgen im Berg versunken seien. Aus der großen Anzahl der Hesselbergsagen im Folgenden drei Beispiele:

### Die Sage vom Teufelsloch

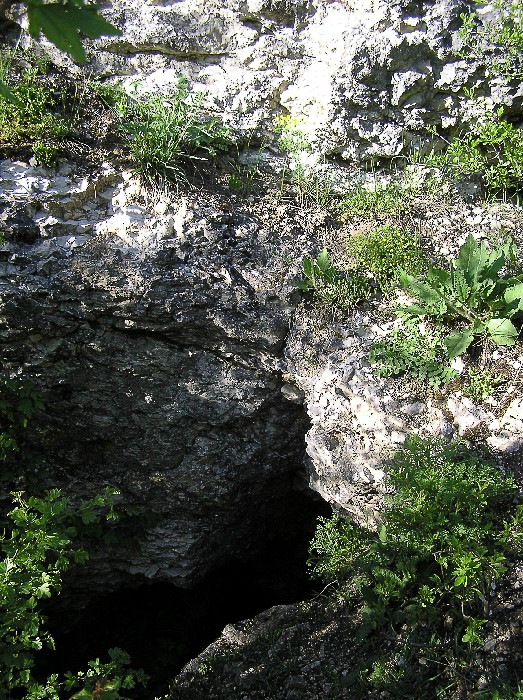
Versteckt unter dem Gipfel befindet sich der Eingang einer zugeschütteten Höhle

Vor langer Zeit hüteten einige Knaben auf dem Hesselberg Schafe. Zu dieser Zeit gab es auf dem Berg eine tiefe Höhle, die inzwischen verschüttet ist. Von Neugier geplagt, wollten die Jungen wissen, was sich in dieser Höhle befindet. Deshalb wurde einer von ihnen mit einem Strick in das tiefe Loch hinabgelassen. Zuvor beschlossen die Buben, dass sie ihn sofort hochziehen würden, sobald er am Strick zöge. Kaum war der Junge jedoch in der Höhle, als ein dreibeiniger Hase über den Weg humpelte. Kurzentschlossen rannten die Knaben dem Hasen nach, um ihn zu fangen. Aber je weiter sie ihm nachrannten, desto schneller wurde der Hase. Schließlich gaben sie die Jagd auf. Als sie zur Höhle zurückkamen, fiel ihnen ihr Freund in der Höhle wieder ein. Schnell zogen sie den Strick herauf. Dieser war mit Blut befleckt und an seinem Ende hing ein Bocksfuß. Der Knabe war jedoch für immer verschwunden.

### Der Berggeist
Es wird erzählt, dass vor sehr langer Zeit auf dem Hesselberg eine gewaltige Burganlage gestanden hat. Auf dieser Burg lebte der Burgherr mit seiner einzigen Tochter. Das Mädchen führte den Haushalt für ihren Vater und besaß die Schlüssel zu allen Räumen der gesamten Burg. Zu dieser Zeit fielen die Hunnen auch in die Hesselbergregion ein. Sie zerstörten die Burg und brannten sie ab. Dabei kam das Mädchen in den Gemäuern ums Leben. Es wird weiter erzählt, dass sie noch heute mit ihrem Schlüsselbund am Gürtel auf dem Berg umhergeistert. Sie wird meistens in der Samstagnacht nach den vier Quatembern gesehen.

### Die unerlösten Jungfrauen vom Schlößleinsbuck
Die Einheimischen erzählen, dass auf dem Schlößleinsbuck die Geister von drei verfluchten Jungfrauen hausen. Zwei von ihnen sind vollkommen weiß gekleidet, die dritte trägt jedoch einen schwarzen Rock. Einem Knecht, der in der Nähe des Berges den Acker bestellte, erschienen die drei Jungfrauen und flehten ihn an, ihnen in den Berg zu folgen, um sie dort zu erlösen. Da er reinen Herzens sei, brauche er die bösen Mächte des Dunkeln nicht zu fürchten. Sie erzählten ihm, dass sie auf dem Weg in den Berg auf sechs Männer treffen würden, die mit ihren bis zum Boden reichenden Bärten um einen Tisch säßen. Im zweiten Raum werde ein schwarzer Hund mit feurigen Augen hocken, der einen Schlüssel im Maul habe. Diesen Schlüssel müsse der Knecht nehmen, auch wenn der Hund Feuer speie. Mit diesem Schlüssel komme er in eine Kammer mit einem riesigen Schatz, der dann ihm gehören würde. Der Knecht bekam jedoch fürchterliche Angst und verließ die Jungfrauen unerlöst. Es wird weiter erzählt, dass die Jungfrauen auch heute noch mutige Männer ansprechen, die ihnen in den Berg folgen sollen, damit sie erlöst werden können.

## Weblinks

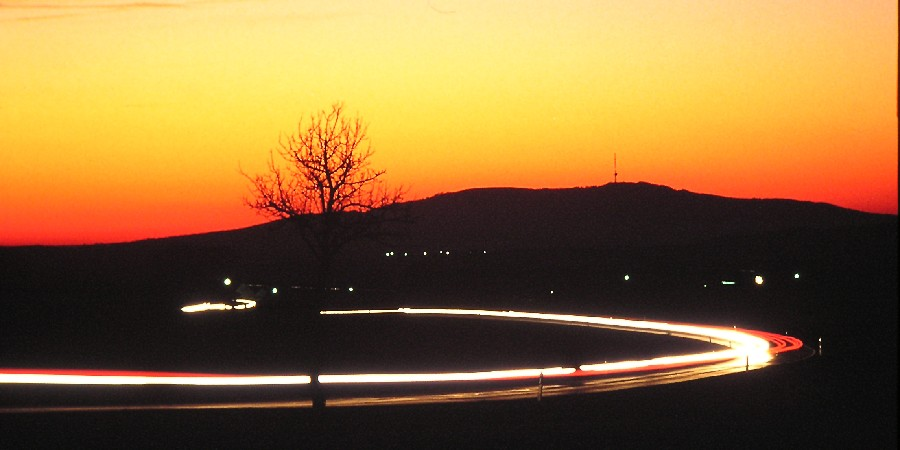
Der Hesselberg im späten Abendlicht (von Osten)